# Avenue Louise

Severní konec ulice

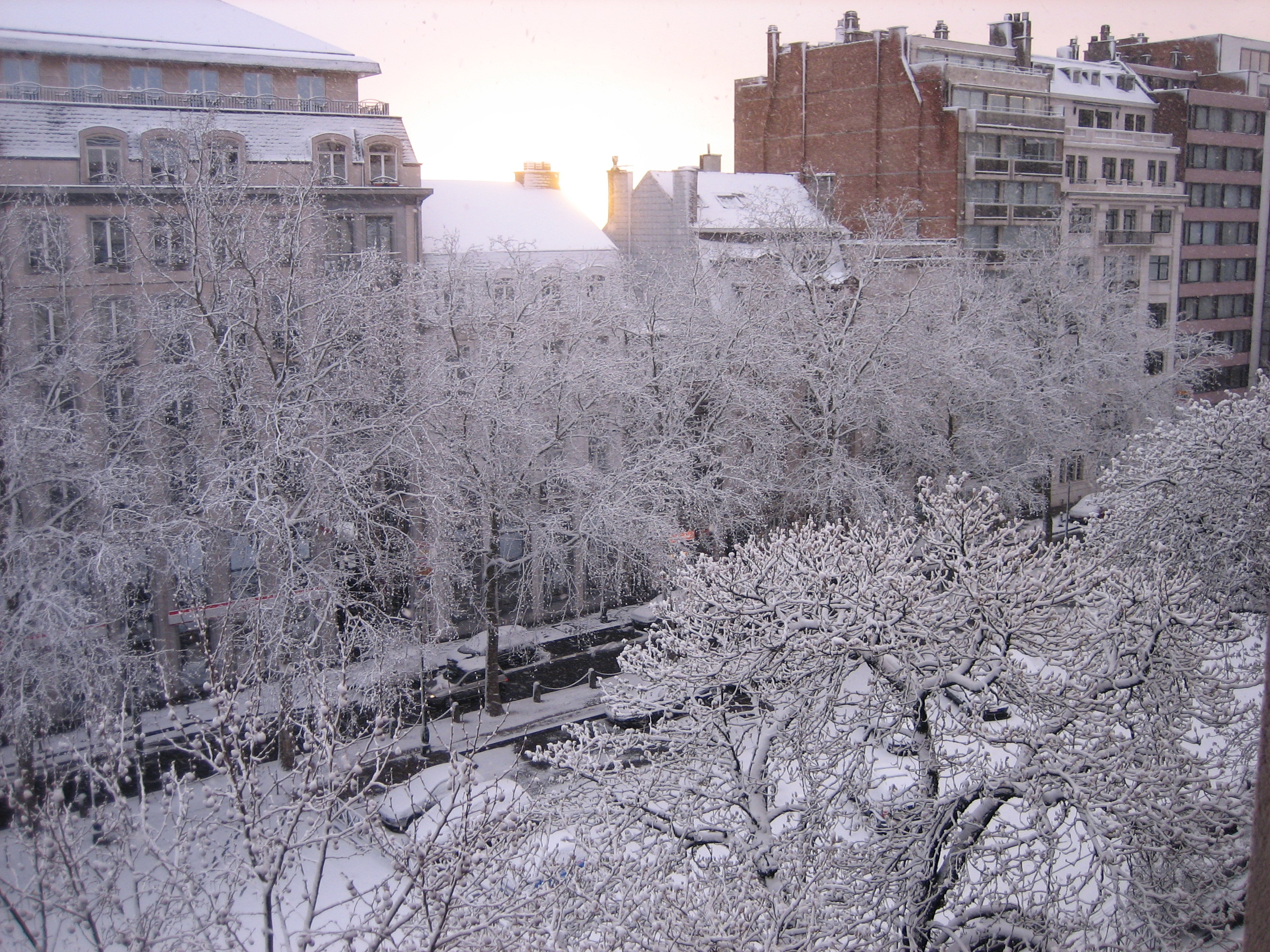
Stromořadí v centrální části ulice

Avenue Louise (nizozemsky Louizalaan) je velkolepý bulvár v belgické metropoli Bruselu. Nachází se v jižní části centra města a spojuje náměstí Louise v blízkosti Justičního paláce s parkem Bois de la Cambre. Na této třídě se nacházejí luxusní prodejny a významné architektonické pamětihodnosti města (např. některé domy, které navrhl belgický architekt Victor Horta). Sídlí zde také značný počet velvyslanectví.
Výstavba této třídy byla realizována v roce 1847. Široká ulice, kterou lemovaly po obou stranách kaštany, vznikla v období prudkého rozvoje města poté, co se Brusel stal hlavním městem Belgie v roce 1830. Navíc byla přímým spojením z centra města k oblíbenému lesu Bois de la Cambre, který sloužil bruselským měšťanům k rekreaci. První moderní ulice ve městě byla navíc pojmenována po nejstarší dceři krále Leopolda II., princezně Louise. 
Výstavbu bulváru nicméně dlouhodobě blokovalo město Ixelles, které se nachází jihovýchodně od Bruselu (a dodnes je samostatným městem, nepřipojeným k belgické metropoli). Po mnoha letech velmi dlouhých dohad město Brusel od Ixelles nakonec získalo úzký pruh země; díky tomu se ulice a přilehlé domy sice nacházejí na území Bruselu, okolní část města je však ale součástí obce Ixelles, která tak zůstala rozdělena na dvě části. Severní část ulice mezi náměstím Louise a Stephanie nebyla rozšířena a ve srovnání se zbytkem širokého bulváru tak tvoří hrdlo lahve.